# Heliaster helianthus
Heliaster helianthus är en sjöstjärneart som först beskrevs av Jean-Baptiste Lamarck 1816.  Heliaster helianthus ingår i släktet Heliaster och familjen Heliasteridae. Inga underarter finns listade i Catalogue of Life.